# Хаэмуасиды
Хаэмуасиды — древнеегипетский род, ветвь Рамессидов, занимавший ряд ключевых государственных, военных и религиозных должностей при царях XIX—XX династий Древнего Египта. Основателем рода является один из сыновей царя Рамсеса II наследный принц Хаэмуасет, умерший еще при жизни отца.

## Родословная роспись Хаэмуасидов
- Хаэмуасет I, наследный принц, верховный жрец Птаха ок. 1234—1224 до н.э.
  - Рамсес, сем-жрец Птаха
  - Иси-Неферет III, царевна
  - Хори I, верховный жрец Птаха предп. 1214/3—1203 до н.э.
    - Хори II, чати вначале Нижнего, а затем и Верхнего Египта с 6 года царя Сети II (1198/1197 гг. до н.э.) до 16 года правлениия Рамсеса III (ок. 1171/70 гг. до н.э.)
    - Уркхепхемут, ритуальный жрец Птаха
    - Меритптах
    - Тэмет
    - Тебес
    - Кама, пророк культа Ваала
      - Хори I, царский сын Куша в нач. XII до н.э. при царях Саптахе и Сетнахте
        - Хори II, царский сын Куша в 1-й пол. XII до н.э. при царях Рамсесе III—Рамсесе IV
          - Пасер III, царский сын Куша в сер. XII до н.э., при царе Рамсесе IV
          - (?) Унтауат, царский сын Куша в кон. XII до н.э., при царе Рамсесе IX